# Sniper 2
Série Sniper
Sniper
(1993) Sniper 3
(2004)
Pour plus de détails, voir Fiche technique et Distribution.
Sniper 2 est un film d'action américain réalisé par Craig R. Baxley, sorti en 2002 directement en vidéo.
Il s'agit de la suite de Sniper, réalisé par Luis Llosa, sorti en 1993.

## Synopsis
Thomas Beckett, ancien sniper, libéré du corps des Marines après l'amputation d'un doigt à la suite d'une mission, est abordé par un officier de la CIA et le colonel Dan McKenna à son domicile. Malgré la perte de son index, Beckett est toujours un excellent tireur, il se voit donc confier la mission d'aller abattre Valstoria, un général responsable d'opérations de nettoyage ethnique dans les régions peuplées de musulmans en Serbie. La CIA craint que les actions de Valstoria étendent le conflit dans la région. D'abord réticent et ne cachant pas son mépris pour l'agent de la CIA, Beckett finit par accepter à la condition d'être réintégré dans les Marines au même grade qu'avant son renvoi. Il demande aussi qu'un spotter (observateur), l'accompagne. C'est le sergent Jake Cole, lui-même tireur d'élite et ayant souvent secondé des sniper, qui est désigné. Celui-ci, précédemment dans le couloir de la mort pour avoir tué un officier fédéral, vient d'être libéré avec promesse d'une grâce… s'il revient de cette mission hautement risquée.
Dès qu'ils sont déposés en Serbie, Beckett et Cole se rendent dans une basilique pour rencontrer rencontrer leur contact de la résistance clandestine, qui s'avère être une femme : Sophia. Elle les emmène dans un appartement, qui surplombe la zone où Valstoria doit se présenter, près d'un bâtiment gouvernemental. Le lendemain matin, Beckett abat sa cible depuis cet appartement, bien que sa vue se brouille pendant la visée. Le meurtre de Valstoria met la ville en état de siège. Leur point d'extraction initial étant compromis, Cole et Beckett s'enfuient en utilisant un tramway. Découverts, ils prennent le contrôle du tramway et foncent dans le barrage des voitures de police. Ils sortent bientôt du tram, et courent dans les rues. Beckett arrive à s'échapper, mais Cole qui n'écoute pas Becket lui crier de quitter la chaussée, est capturé puis mis dans une prison spéciale où les hommes de Valstoria gardent les ennemis du régime.
Beckett rencontre Sophia cette nuit-là pour organiser la libération de Cole. Avec l'aide de ses frères, Vojislav et Zoran, ils attaquent le lendemain le convoi de  camions militaire transportant Cole et un codétenu jusqu'à une prison où Cole doit être exécuté. Ils réussissent  à évacuer Cole et Pavel, un dissident politique pacifiste, dans une camionnette conduite par Zoran. Cole révèle à Beckett que l'assassinat de Valstoria avait été programmé  pour faire emprisonner Cole aux côtés de Pavel et ainsi organiser son évasion  et sa sortie de Serbie. Cette nuit-là, dans une usine abandonnée et zone d'extraction désignée, le groupe tombe dans une embuscade menée par un char. Vojislav et Zoran sont tous deux tués dans l'attaque. Après s'être échappés de l'usine par les égouts, Beckett ordonne à Sophia de quitter le groupe.
Loin de l'usine, Pavel insiste pour qu'ils se rendent à Komra, une ville musulmane où vit son ami Nauzad. Celui-ci les conduit dans son minibus vers une ligne de bus qui pourrait les emmener jusqu'à la frontière. Sur un pont métallique traversant une rivière, ils échappent de peu à un contrôle aussi inattendu que suspect, Beckett en arrive à soupçonner Nauzad de trahison. Ils rejoignent Simand, le point d'extraction secondaire, à pied. Pendant ce temps le capitaine Marks inspecte le minibus que les  hommes viennent d'abandonner et comprend qu'ils tentent de se rendre à Simand. Marks ordonne à un sniper d'emmener son unité des forces spéciales à Simand.
Alors que les trois hommes arrivent à Simand, ils sont pris en embuscade par l'équipe des forces spéciales dans une forêt à l'extérieur de la ville. Pavel est atteint au bras. Le trio rejoint la ville après avoir éliminé toute l'équipe qui les traquait. Le sniper s'installe dans l'usine abandonnée de la ville et tent de les abattre. Beckett ordonne à Cole d'emmener Pavel vers la zone d'extraction pendant qu'il s'occupe du sniper. Cole est atteint à la poitrine, mais Pavel arrive à le mettre à l'abri. Becket gagne le duel de snipers et rejoint Pavel. Ils transportent Cole grièvement blessé dans l'hélicoptère et échappent aux renforts serbes dirigés par le capitaine. Dans l'hélicoptère, Cole dit : "Liberté !" et succombe à sa blessure.

## Fiche technique
- Titre : Sniper 2
- Réalisation : Craig R. Baxley
- Créé par Michael Frost Beckner et Crash Leyland
- Scénario : Ron Mita et Jim McClain
- Producteurs : Scott Einbinder, Carol Kottenbrook et Gábor Váradi (Eurofilm)
- Producteur associé : Trish Moore-Berenger
- Producteur exécutif : J.S. Cardone
- Directeur de production : Scott Putman
- Musique : Gary Chang
- Photographie : David Connell, a.c.s.
- Montage : Sonny Baskin
- Casting : Shana Landsburg et Esther Turan
- Création des décors : Dean Tschetter
- Direction artistique : Piroska Szabady
- Conseiller technique sniper : Sergent cannonier J.J Heisterman, USMC
- Décors : Zoltán Horváth
- Costumes : Janie Bryant
- Budget : 5 000 000 $
- Format : 1.85 : 1 | Fotokem | 35 mm
- Son : Dolby Digital
- Durée : 87 minutes
- Langue : Anglais et hongrois
- Pays de production :  États-Unis  Hongrie
- Société de production : Sandstorm Films - Screen Gems - Sniper 2 Productions Ltd.
- Société de distribution : TriStar Pictures
- Date de sortie :  États-Unis : 28 décembre 2002 à la télévision

## Distribution
- Tom Berenger (VF : Jacques Frantz) : sergent-chef Thomas Beckett
- Bokeem Woodbine : Jake Cole
- Tamás Puskás : Pavel
- Dan Butler : James Eckles
- Linden Ashby : Col. David McKenna
- Erika Marozsán : Sophia
- Barna Illyés : Vojislav
- Ferenc Kovács : Zoran
- Dennis Hayden : Klete
- Can Togay : Capt. Marks
- Béla Jáki : Scar Sniper
- László Áron : Shadow Figure
- Lukács Bicskey : Inmate
- Zoltán Seress : Nauzad
- Tas Szöllösi : Tony
- Rae Valentine : technicien